# Màlik
|  | Per a altres significats, vegeu «Màlik (desambiguació)». |

Màlik (àrab: ملك, malik), en femení màlika (ملكة, malika), en plural muluk (مُلُوك, mulūk) és un mot que vol dir ‘rei’. Ha estat adoptat també, en alguns idiomes asiàtics islamitzats, per designar els prínceps que manen o reis d'arreu. Ve de l'arrel mlk semita (equivalent hebreu melek, arameu malka, accadià malku, assiri malku o maliku) que implica la idea de possessió.
Al-Màlik, precedit per l'article al-, és un dels 99 noms de Déu, ‘el Rei’, ‘el Sobirà’.
La paraula relacionada mülük (maluk) té en turc el significat ‘governant’ (padişahlar, ‘padixà’, krallar ‘cèsar’).